# Св. св. Петър и Павел (Силистра)
Вижте пояснителната страница за други значения на Свети апостоли Петър и Павел.
„Св. св. Петър и Павел“ е възрожденска българска църква в град Силистра, катедрала на Доростолската епархия на Българската православна църква. Църквата е обявена за паметник на културата.

## История
Съвременната сграда е построена на мястото на старата градска църква „Свети Георги“ от 24 юни 1860 до 1864 г. Парите са от временното руско управление (1830 – 1837) и от дарения на силистренци. Строителите на храма са от Дряновска архитектурна школа, под ръководството на майстор Стойко.
Църквата е катедрала на възстановената Доростолска митрополия от 2003 г.

## Архитектура
В архитектурно отношение храмът е трикорабна базилика с два реда колони и притвор на запад. Стенописите са дело на професор Никола Кожухаров. В 1904 година е построена кулообразна камбанария като камбаните са купени в Русия. Старите икони са дело на Тревненската зографска школа на Папавитановите, а днешните олтарни икони са изработени в Русия в началото на XX век.
Иконостасът в храма е направен от видния дебърски майстор Антон Станишев в 1890 година.
В 2001 година пред олтарната преграда е поставена мраморна мощехранителница с дясната раменна кост на св. Дазий Доростолски, подарена на България и Силистра от папа Йоан Павел II, при гостуването му през месец май 2001 година. Мощите са от саркофага на светеца в музея до епископската катедрала на Анкона.